# Sport 2
Sport 2 — український спортивний телеканал. Він належить компанії «Поверхность», яку очолює Віктор Самойленко. До 2015 року мовив як «Спорт 2», після чого змінив написання назви на латинські літери.

## Історія телеканалу
На технічній базі студії в грудні 2005 року створено два національних телевізійних канали «Спорт 1» і «Спорт 2», що транслювались  за допомогою супутникового передавального комплексу. Основним контентом для програмного забезпечення служать придбані телевізійні продукти світового та європейського рівня.
Транслює футбольні чемпіонати Італії, Іспанії, Німеччини і інших, ігри Північноамериканської Національної Хокейної Ліги, а також баскетбол, бокс, плавання, легка і важка атлетика, художня і спортивна гімнастики, та інше.
Мовив з 28 серпня 2006 до 16 серпня 2010 в рамках супутникової платформи “Поверхность”. Потім мовлення телеканалу декілька разів відновлювалося, в рамках супутникових платформ “XTRA TV” та “Viasat Україна”, поки телеканал повністю не перейшов в онлайн. Припинив мовлення на супутнику 25 червня 2015, продовжує свою діяльність в інтернеті та в кабельних мережах. Базується в Латвії.

## Логотипи
| Логотип | Опис                                                   |
| ------- | ------------------------------------------------------ |
|         | Перший логотип з 2006 року до літа-осені 2015.         |
|         | Другий логотип з літа-осені 2015 до теперішнього часу. |

## Трансляції

### Футбол

#### Чемпіонати по країнам
- Австрійська Бундесліга (до теперішнього часу)
- Кубок Австрії (до теперішнього часу)
- Англійська прем'єр-ліга (до 2010)
- Чемпіонат Футбольної Ліги Англії (нині не транслюється)
- Кубок Англійської Ліги (нині не транслюється)
- Бельгійська Ліга Жупіле (нині не транслюється)
- Бразильська Серія А (до 2010)
- Бундесліга Німеччини (до 2010, з 2015 до 2016)
- Іспанська Прімера (до 2010)
- Італійська Серія А (до 2010)
- Eredivisie (Нідерланди) (нині не транслюється)
- Кубок Нідерландів (нині не транслюється)
- Португальська Ліга Сагреш (до теперішнього часу)
- Російська Футбольна Прем'єр-Ліга (нині не транслюється)
- Чемпіонат Угорщини (до теперішнього часу)
- Кубок Угорщини (до теперішнього часу)
- Шотландська Прем'єр-Ліга (нині не транслюється)
- Кубок Шотландії (нині не транслюється)
- Євроліга з пляжного футболу (до теперішнього часу)

#### Єврокубки
- Ліга чемпіонів УЄФА (з 2006 до 2011)
- Ліга Європи УЄФА (з 2006 до 2011, починаючи зі стадії 1/4 фіналу)

#### Збірні
- Чемпіонат Європи з футболу 2008 (всі матчі)

### Міні-футбол
- Українська Екстра-ліга (нині не транслюється)
- Чемпіонат Іспанії з міні-футболу (нині не транслюється)

### Хокей
- Національна хокейна ліга (до 2009)
- Чемпіонат світу по хокею з шайбою 2008 (всі матчі)
- Перший дивізіон чемпіонату світу по хокею з шайбою 2008 (матчі збірної України)
- Чемпіонати Чехії та Латвії з хокею (до теперішнього часу)

### Баскетбол
- Українська баскетбольна суперліга (нині не транслюється)
- Чемпіонат Іспанії з баскетболу (до теперішнього часу)
- Чемпіонат Франції з баскетболу (до теперішнього часу)
- Єдина ліга ВТБ (нині не транслюється)
- Кубок Європи з баскетболу (нині не транслюється)

### Теніс
- Світовий тур WTA (нині не транслюється)
- Світовий тур АТР 250 (нині не транслюється)

### Гольф
- PGA Tour (нині не транслюється)
- European Tour (нині не транслюється)

## Коментатори каналу[4]
- Денис Босянок (футбол)
- Дмитро Джулай (футбол)
- Ярослав Лех (баскетбол, футбол)
- Вадим Власенко (футбол, баскетбол, теніс)
- Юрій Нестеренко (бокс, бої без правил)
- Максим Верхових (футбол, автоперегони)
- Андрій Шахов (футбол)
- Тетяна Каргова (гандбол)